# Sophisticated Boom Boom
Sophisticated Boom Boom è l'album di debutto della band britannica Dead or Alive pubblicato nel 1984.

## Descrizione
Il primo singolo estratto fu Misty Circles, che si piazzò alla posizione numero 100 nel Regno Unito ma ottenne un notevole successo negli Stati Uniti, dove si classificò in quarta posizione nella classifica dance; il secondo singolo fu What I Want che non andò oltre la posizione 88; I'd Do Anything fu invece pubblicato come terzo singolo, ma si classificò solo alla posizione 79 (portando l'album e i Dead Or Alive stessi fuori dalla scena musicale).
Il quarto singolo fu la cover di That's The Way (I Like It) che fu il primo singolo dei Dead Or Alive ad entrare nella Top40 inglese (si piazzò alla posizione numero 22).
A questo punto i Dead Or Alive ri-pubblicano come singolo la già citata What I Want (è passato solo un anno), ma il pubblico continua a non gradire il brano (si piazza solo alla posizione 87, una in più della prima pubblicazione).
Complessivamente l'album Sophisticated Boom Boom si classificò alla posizione 29 nel Regno Unito, mentre in Germania apparì solo in posizione 82.
Nel 2007 l'album fu ripubblicato con in aggiunta 7 tracce bonus, oltre alle tracce stesse (ma messe in ordine diverso).

## Tracce
1. "What I Want" (Burns/Hussey/Percy/Lever/Coy)
2. "Misty Circles" (Burns/Hussey/Percy)
3. "Do It" (Burns/Percy)
4. "I'd Do Anything" (Burns/Percy)
5. "That's The Way (I Like It)" (Casey/Finch)
6. "You Make Me Wanna" (Burns/Percy)
7. "Sit on It" (Burns/Hussey/Percy)
8. "Wish You Were Here" (Burns/Hussey/Percy)
9. "Absolutely Nothing" (Burns/Percy)
10. "Far Too Hard" (Burns/Hussey/Percy)

### 2007 re-release
1. "I'd Do Anything"
2. "That's the Way (I Like It)"
3. "Absolutely Nothing"
4. "What I Want"
5. "Far Too Hard"
6. "You Make Me Wanna"
7. "Sit on It"
8. "Wish You Were Here"
9. "Misty Circles"
10. "Do It"
11. "Selfish Side"
12. "The Stranger"
13. "Misty Circles" (Dance Mix)
14. "What I Want" (Dance Mix)
15. "I'd Do Anything" (Megamix)
16. "That's The Way (I Like It)" (Extended Mix)
17. "Keep That Body Strong (That's the Way)"

## Formazione
- Pete Burns - voce
- Mike Percy - Paroliere, basso
- Tim Lever - tastiere
- Steve Coy - batteria
- Wayne Hussey - Paroliere, chitarra